# Светильново (Вологодская область)
Светильново — деревня в Верховажском районе Вологодской области.
Входит в состав Липецкого сельского поселения, с точки зрения административно-территориального деления — в Липецкий сельсовет.
Расстояние по автодороге до районного центра Верховажья — 70,2 км, до центра муниципального образования Леушинской — 2,5 км. Ближайшие населённые пункты — Ивонино, Горка, Слобода.
По переписи 2002 года население — 31 человек (18 мужчин, 13 женщин). Всё население — русские.